# The Backwards
The Backwards je slovenská revivalová kapela imitující Beatles. Založena byla v roce 1995 v Košicích na východním Slovensku. Kapela je známa svým smyslem pro detail, za což si vysloužila 1. místo na nejprestižnějším festivalu Beatles revivalů na světě New York Beatlefest v roce 1998 a v roce 2003, když svůj titul přijeli obhájit. Ocenění získali jak za nejlepší zvuk, tak i za nejlepší image.
Dnes je tato kapela známa jak v Evropě, tak i ve Spojených státech, kde odehráli koncerty v největších městech dvaceti tří států.

## Členové
- Dalibor Štroncer (John Lennon)
- Miroslav Džunko (Paul McCartney)
- František Suchanský (George Harrison)
- Daniel Škorvaga (Ringo Starr)

## Diskografie
- Meet The Backwards
- I Want To Hold Your Hand
- It's Been Forty Years

## Videografie
- Four by The BACKWARDS (2003)